# Айдабольська сільська адміністрація
Айдабо́льська сільська адміністрація (каз. Айдабол ауылдық әкімдігі, рос. Айдабольськая сельская администрация) — адміністративна одиниця у складі Зерендинського району Акмолинської області Казахстану. Адміністративний центр та єдиний населений пункт — село Айдабол.
Населення — 1041 особа (2021; 1222 у 2009, 1491 у 1999, 1546 у 1989).
Станом на 1989 рік існувала Айдабульська селищна рада (смт Айдабул, село Підзаводськ). Пізніше селище утворило Айдабольську селищну адміністрацію, а село було передане до складу Вікторовського сільського округу. До 2009 рік селище Айдабол також входило до складу Вікторовського округу, після чого утворило окрему сільську адміністрацію.